# Euphorbia fontqueriana
Euphorbia fontqueriana (L.) Greuter är en växt som ingår i släktet törlar, inom familjen törelväxter.

## Kompletterande systematik
- subclass =  Magnoliidae Novák ex Takht.
- superorder =  Rosanae Takht.

## Beskrivning
Kromosomtal 2n = 20.

### Underarter
- Euphorbia marschalliana ssp. armena (Prokh.) Oudejans
- Euphorbia marschalliana ssp. marschalliana
- Euphorbia marschalliana ssp. woronowii, ( Grossh.) Prokh., (1964)
- Euphorbia myrsinites ssp. litardierei Font Quer & Garcias Font, (1949)
- Euphorbia myrsinites ssp. pontica (Prokh.) R.Turner, (1995)
- Euphorbia myrsinites ssp. rechingeri (Greuter) Aldén, (1986)
- Tithymalus marschallianus ssp. woronowii (Grossh.) Soják, (1972)

## Habitat
Mallorca.

## Etymologi
- Släktnamnet Euphorbia hänförs till greken Euforbo, som var hovläkare till Juba II av Mauretania, (52 f.Kr. – 23 e.Kr). I Euforbos medicinska arsenal ingick en euphorbialiknande kaktus med kraftigt laxativ egenskap. Juba II, som måhända behandlats med denna kaktus, kallade den därför Euphorbia. Carl von Linné valde det som namn på hela släktet Euphorbia inspirerad av denne gamle grek.
- Artepitetet fontqueriana är en eponym hedrande Pius Font Quer på förslag av — — —

## Övrigt
Herbariumexemplar finns hos Conservatoire et Jardin botaniques de la Ville de Genève. Växten plockad 1885–06–23 på Mallorca, 1 100 à 1 300 m ö h på berget Puig de Massanella.